# Obaloutvrda
Obaloutvrda je vodograđevina na obalama riječnih korita i kanala. Njome se obalu štiti od erozije, oblikuje u geometrijski pravilnom obliku i umiruje vodni tok uz obalu. Služi za oblaganje pokosa. Glavni dio konstrukcije obaloutvrde je tijelo obaloutvrde. Ovisno o hidrološkim, hidrauličkim i riječno-morfološkim osobinama vodnog toka, izvode se inženjerska rješenja vrlo različita izgleda. Na rješenja utječu i ostali građevinsko-ekonomski uvjeti. Obaloutvrde se izrađuje najčešće od kamena, prije svega lomljenog, betona i betonskih elemenata, fašina, tonjača (punjenih fašina), punjenih valjaka, gabiona, drva, čelika, sintetičkih i ostalih materijala. Način izrade temeljne nožice ovisi o korištenom materijalu. Kamen u obaloutvrdama mora biti otporan na drobljenje i habanje, djelovanje mraza, upijanje vode, biti određene tlačne čvrstoće i otporan na kristalizaciju soli. Veličina erozijske sile čimbenik je koji određuje krupnoću zrna lomljenog kamena. Obaloutvrda od lomljenog kamena izvodi se tako da se najprije izradi nožica od lomljenog kamena, pri kojem se zada nagib pokosa poput 1:1,5. U sljedećoj fazi je škarpiranje, odnosno strojno poravnavanje postojeće obale na projektirani nagib. Nakon toga izvodi se obloga od šljunka zadane debljine na škarpiranu obalu. Formira se pokos u zadanom nagibu na koji se kao završna faza izvodi obloga zadane debljine od lomljenog kamena.